# 戸隠神社 (小川村)
戸隠神社（とがくしじんじゃ）は、長野県上水内郡小川村小根山5757-イにある神社。

## 概要
戸隠山顕光寺（戸隠神社）が武田信玄と上杉謙信による戦乱を避けるため、永禄7年（1564年）7月に奥社・中社・宝光社の神霊を護持して鬼無里村を経由して、当時武田方の勢力が支配していた小川村筏が峰（筏が原）に奉遷安置したのが始まりである。文禄3年（1594年）に上杉景勝による北信濃統治が確定し、戸隠三院の社殿を造営・寄進したことで、祇乗坊真裕一同は再び当地から神霊を奉じて戸隠山へと戻ったが、小川村の住民が残された社殿に戸隠神社の分霊を祀った。明治41年（1908年）8月27日には小川神社の末社となった。